# Os squamosum

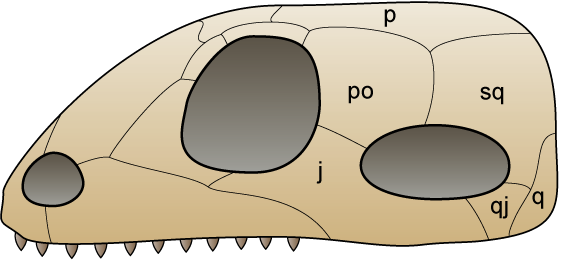
Het os squamosum is aangeduid met sq

Het os squamosum, verkort squamosum, is een bot in het hoofd van de hogere gewervelden. Het vormt het belangrijkste onderdeel van de wang van de schedel. Het ligt onder de temporale reeks en het os oticum en wordt begrensd door het os postorbitale. Langs achter vormt het os squamosum een gewricht met de achterste delen van het palatale complex, dat wil zeggen het os quadratum en het os pterygoides. Het os squamosum grenst vooraan aan het os jugale en aan het os quadratojugale.
Bij de meeste zoogdieren met inbegrip van de mens is het os squamosum vergroeid met het os perioticum en de bulla tympanica om het os temporale te vormen, dat dan squama temporalis heet.
In synapsida is de kaak samengesteld uit vier botten: het os quadroarticulare omdat het de verbinding vormt tussen het os articulare en het os quadratum. In Therapsida, nog verder geëvolueerde synapsida is de kaak vereenvoudigd tot een gewricht tussen het dentarium en de squama temporalis.  In therapsida zijn de twee andere beentjes verhuisd naar het binnenoor als gehoorbeentjes, waar ze de hamer en het aambeeld vormen.